# 26513 Newberry
26513 Newberry là một tiểu hành tinh vành đai chính (tên ban đầu là 2000 CP47). Nó được phát hiện bởi dự án nghiên cứu tiểu hành tinh gần Trái Đất Lincoln ở Socorro, New Mexico ngày 2 tháng 2 năm 2000. Nó được đặt theo tên William C. Newberry, nhà khoa học trẻ người Mỹ người đã được trao giải nhất trong cuộc thi Giải thưởng Khoa học và Kỹ thuật Intel năm 2010 cho dự án kỹ thuật sinh học và vật liệu.